# Декомб, Венсан
Венсан Декомб, также Винсент Декомб (фр.  Vincent Descombes, 1943) — французский философ.

## Биография
Закончил Сорбонну (1967). В 1970 защитил докторскую диссертацию по платонизму. Входил в леворадикальную группировку Социализм или варварство. Преподавал в Ницце, Монпелье, Монреале, Париже.
Обратил на себя внимание в 1979 году работой «Те же и другие» («Le Même et l’Autre»), где даётся панорама французской философии от Кожева до Фуко, с критической точки зрения (особенно в отношении французской феноменологии).
В 1983—1992 жил в США, где преподавал французскую литературу и философию (Балтимор, Атланта, Чикаго).
В настоящее время — руководитель исследовательского направления в Высшей школе социальных наук (Центр политических исследований имени Раймона Арона). Возглавляет Ассоциацию Корнелиуса Касториадиса.
В 1990-х годах работал над философией психологии, а также в области практической и социальной философии.

## Сфера интересов
Философия действия, философия языка.
Известен своей развёрнутой критикой когнитивизма — понимаемого им как точка зрения, согласно которой мысли, переживания и другие психические и психологические факты в конечном итоге можно понимать как физические процессы, происходящие в человеческом мозге.

## Признание
Большая премия по философии (Французская Академия, 2005). Труды Декомба переведены на английский, немецкий, испанский, шведский, греческий, словенский, китайский языки.

## Труды
- Le Platonisme, Paris, PUF, 1970 (переизд. 2007)
- L’Inconscient malgré lui, Paris, Éditions de Minuit, 1977
- Le Même et l’Autre. Quarante-cinq ans de philosophie française (1933—1978), Paris, Éditions de Minuit, 1979
- Grammaire d’objets en tous genres, Paris, Éditions de Minuit, 1983
- Proust: philosophie du roman, Paris, Éditions de Minuit, 1987
- Philosophie par gros temps, Paris, Éditions de Minuit, 1989
- La Denrée mentale, Paris, Éditions de Minuit, 1995
- Les Institutions du sens, Paris, Éditions de Minuit, 1996
- Le Complément de sujet, Paris, Gallimard, 2004 (Большая премия Французской Академии по философии, 2005)
- Le raisonnement de l’ours et autres essais de philosophie pratique, Paris, Seuil, 2007
- Philosophie du jugement politique, Paris, Points Essais, Seuil, 2008
- Les embarras de l’identité, Paris, Gallimard, 2013

## Публикации на русском языке
- Современная французская философия/ Пер. с фр. М.: Весь Мир, 2000.
- Дополнение к субъекту: Исследование феномена действия от собственного лица / Пер. с фр. М. Голованивской. — М.: Новое литературное обозрение, 2011. — 576 с. — ISBN 978-5-86793-827-7